# Monasterio de Tabakini
Monasterio tabakinsky de san Jorge: ubicado en el oeste de Georgia, en la Región de Imericia, a 7-8 kilómetros de la ciudad de Zestaponi, monasterio masculino de los siglos VII y VIII, conocido por su arquitectura especial, rica en historia y pintura del siglo XVI. El monasterio, en el que vivieron 70 monjes en su época, hizo una gran contribución a la historia del país. Aquí, un destacado asceta del siglo XIX, el padre espiritual del rey Imereti Salomón II de Imericia, San Hilarion Kartwell. Bajo el régimen comunista, el monasterio fue saqueado y destruido. El complejo del monasterio consta de dos partes: la antigua y la nueva.

## Las dos partes
La parte antigua consiste en una iglesia de dos naves con una cripta y un altar lateral, construida en los siglos VII al VIII, restaurada en el XI y luego en el siglo XVI. El templo está pintado en la primera mitad del siglo XVI. La iglesia tiene un campanario de una época posterior. El monasterio ha conservado la imagen del rey de Imereti Bagrat III (1510-1565).
En 1980-1986, el templo fue cubierto con un techo y restaurado. En los años 90 del siglo XX, se construyó una vivienda para monjes. En el año 2000 la iglesia fue construida y pintada por ellos.Llamada de los doce apóstoles.

## Renacimiento

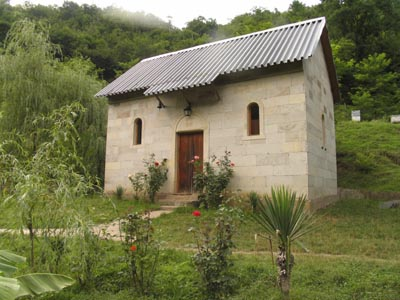
Iglesia de los doce Apóstoles

En 1992, el monasterio fue consagrado una vez más. Un monje Yakov (Chokhonelidze) se estableció allí. Bajo su liderazgo y gracias a los feligreses y la gracia de las buenas personas, se construyó una vivienda para los monjes, se proporcionó suministro de agua y electricidad. La hermandad ha aumentado. Hieromonk Varakhiely y Matthew trabajaron juntos con Jacob. En los últimos años, fueron trasladados a otro monasterio. En el monasterio, muchos jóvenes adoptaron el cristianismo, gracias a las enseñanzas de sus padres espirituales. Hoy en día, el monasterio está habitado por el abad del monasterio, Hegumen Jacob y cinco novicios.

## Perrera
En el monasterio se encuentra el vivero de perros de pastor caucásico Tabakini, que se fundó en 1992.